# Lijst van achtbanen in Nederland
Dit is een lijst van achtbanen in Nederland. De achtbanen zijn gegroepeerd per park. Anno 2025 heeft Nederland 62 werkende achtbanen met een vaste standplaats. Daarnaast staat er nog een achtbaantje in het sinds 2015 gesloten Speelstad Oranje. Ook zijn er enkele achtbanen die op de kermissen rondreizen. De familie Buwalda is hierin de grootste exploitant van Nederland met zes achtbanen. Echter staan sommige van deze banen soms ook in het buitenland.

## Attractiepark Duinen Zathe
| Naam                 | Type            | Fabrikant | Model                                    | Jaar                        | Hoogte | Maximumsnelheid | Lengte | Ritduur   | Aantal inversies | Maximale g-kracht | Afbeelding |
| -------------------- | --------------- | --------- | ---------------------------------------- | --------------------------- | ------ | --------------- | ------ | --------- | ---------------- | ----------------- | ---------- |
| Spur & The Big Apple | Stalen achtbaan | Pinfari   | Big Apple MB28 vgl. Big Apple/Wacky Worm | 1978(?), in park sinds 2002 | 5 m    | 15 km/u         | 138 m  | 3 min.    | 0                |                   |            |
| London City Coaster  | Stalen achtbaan | Pinfari   | Zyklon Z47                               | 1991(?), in park sinds 2017 | 14 m   | 55 km/u         | 435 m  | 1:40 min. | 0                |                   |            |

## Attractiepark Slagharen
| Naam       | Type                   | Fabrikant  | Model                     | Jaar | Hoogte | Maximumsnelheid | Lengte                           | Ritduur   | Aantal inversies | Maximale g-kracht | Afbeelding |
| ---------- | ---------------------- | ---------- | ------------------------- | ---- | ------ | --------------- | -------------------------------- | --------- | ---------------- | ----------------- | ---------- |
| Mine Train | Stalen achtbaan        | Vekoma     | Junior Coaster Large 335m | 2001 | 13 m   | 45,9 km/h       | 335 m                            | 1:02 min. | -                |                   |            |
| Gold Rush  | Stalen lanceerachtbaan | Gerstlauer | Infinity Coaster - Custom | 2017 | 33 m   | 95 km/h         | 400 m (afgelegde afstand: 620 m) | 0:45 min. | 2                |                   |            |

## Avonturenpark Hellendoorn
| Naam                  | Type                         | Fabrikant | Model                       | Jaar | Hoogte | Maximumsnelheid | Lengte | Ritduur   | Aantal inversies            | Maximale g-kracht | Afbeelding |
| --------------------- | ---------------------------- | --------- | --------------------------- | ---- | ------ | --------------- | ------ | --------- | --------------------------- | ----------------- | ---------- |
| Balagos: Flying Flame | Stalen achtbaan              | Vekoma    | MK-1200 - Tornado           | 1990 | 25 m   | 60 km/h         | 460 m  | 1:08 min. | 2: looping en kurkentrekker |                   |            |
| Rioolrat              | Stalen overdekte achtbaan    | Vekoma    | Junior Coaster - Custom     | 1996 |        | 45 km/h         | 305 m  | 1:38 min. | -                           |                   |            |
| Donderstenen          | Stalen achtbaan              | Zierer    | Force Two                   | 2005 | 9 m    | 39 km/h         | 222 m  | 1:30 min. | -                           |                   |            |
| Ridderstrijd          | draaiende Wildemuis-achtbaan | Reverchon | Spinning Coaster - Original | 2024 | 13 m   | 46,9 km/h       | 420 m  | 1:30 min. | -                           | 2,5 g             |            |

## BillyBird Park Hemelrijk
| Naam            | Type            | Fabrikant | Model                    | Jaar | Hoogte | Maximumsnelheid | Lengte | Ritduur | Aantal inversies | Maximale g-kracht | Afbeelding |
| --------------- | --------------- | --------- | ------------------------ | ---- | ------ | --------------- | ------ | ------- | ---------------- | ----------------- | ---------- |
| Familieachtbaan | Stalen achtbaan | abc rides | Tube Coaster 280-variant | 2009 | 14 m   |                 |        |         | -                |                   |            |

## DippieDoe
| Naam       | Type            | Fabrikant | Model                                         | Jaar | Hoogte | Maximumsnelheid | Lengte | Ritduur   | Aantal inversies | Maximale g-kracht | Afbeelding |
| ---------- | --------------- | --------- | --------------------------------------------- | ---- | ------ | --------------- | ------ | --------- | ---------------- | ----------------- | ---------- |
| Tyfoon     | Stalen achtbaan | Zierer    | Comet                                         | 2011 | 11 m   | 40 km/h         | 388 m  |           | -                |                   |            |
| Dolle Pier | Stalen achtbaan | SBF Visa  | Family Coaster MX48 vgl. Big Apple/Wacky Worm | 2018 | 3,8 m  |                 | 138 m  | 0:55 min. | -                |                   |            |

## Drouwenerzand
| Naam             | Type                      | Fabrikant | Model                           | Jaar | Hoogte | Maximumsnelheid | Lengte | Ritduur | Aantal inversies | Maximale g-kracht | Afbeelding |
| ---------------- | ------------------------- | --------- | ------------------------------- | ---- | ------ | --------------- | ------ | ------- | ---------------- | ----------------- | ---------- |
| Spinning coaster | Stalen draaiende achtbaan | EOS Rides | Spinning Coaster - Wild Twister | 2005 | 4,5 m  | 28,8 km/h       | 70 m   |         | -                |                   |            |

## Duinrell
| Naam           | Type                  | Fabrikant  | Model              | Jaar | Hoogte | Maximumsnelheid | Lengte | Ritduur   | Aantal inversies                                 | Maximale g-kracht | Afbeelding |
| -------------- | --------------------- | ---------- | ------------------ | ---- | ------ | --------------- | ------ | --------- | ------------------------------------------------ | ----------------- | ---------- |
| Kikkerachtbaan | Stalen kinderachtbaan | Zierer     | Tivoli Large       | 1985 | 8 m    | 36 km/h         | 360 m  | 2:15 min. | -                                                |                   |            |
| Falcon         | Stalen achtbaan       | Gerstlauer | Euro-Fighter 320+  | 2009 | 22m    | 70 km/h         | 361 m  |           | 3 waaronder: looping,tophat en een heartlineroll | 4,5 g             |            |
| Dragonfly      | Stalen achtbaan       | Gerstlauer | Family Coaster 360 | 2012 | 15m    | 50 km/h         | 361 m  |           | -                                                | 2,9 g             |            |

## Efteling
| Naam                   | Type                                 | Fabrikant                        | Model                           | Jaar | Hoogte | Maximumsnelheid | Lengte   | Ritduur                          | Aantal inversies | Maximale g-kracht | Afbeelding |
| ---------------------- | ------------------------------------ | -------------------------------- | ------------------------------- | ---- | ------ | --------------- | -------- | -------------------------------- | ---------------- | ----------------- | ---------- |
| Python                 | Stalen achtbaan                      | Vekoma                           | MK-1200 - Double Loop Corkscrew | 1981 | 27 m   | 75 km/h         | 750 m    | 2:08 min.                        | 4                | 3,6 g             |            |
| Vogel Rok              | Stalen overdekte achtbaan            | Vekoma                           | Custom MK-900                   | 1998 | 25 m   | 65 km/h         | 643 m    | 1:33 min.                        | -                | 3,5 g             |            |
| De Vliegende Hollander | Stalen halfoverdekte waterachtbaan   | Kumbak Coasters Intamin Efteling | Custom                          | 2007 | 22,5 m | 70 km/h         | 420 m    | 3:43 min.                        | -                | 3 g               |            |
| Joris en de Draak      | Houten race-achtbaan                 | Great Coasters International     | Custom                          | 2010 | 29m    | 75 km/h         | 2x 810 m | 2:00 min.                        | -                | 3 g               |            |
| Baron 1898             | Stalen duikachtbaan                  | Bolliger & Mabillard             | Custom                          | 2015 | 32 m   | 90 km/h         | 501      | 2:15 min.                        | 2                | 3 g               |            |
| Max & Moritz           | Dubbele gemotoriseerde race achtbaan | MACK Rides                       | Custom                          | 2020 | 6 m    | 36 km/h         | 2x 300 m | Max: 1:15 min. Moritz: 1:13 min. | -                | 1,7 g             |            |

## Familiepark Drievliet
| Naam             | Type                      | Fabrikant  | Model                    | Jaar | Hoogte | Maximumsnelheid | Lengte | Ritduur   | Aantal inversies | Maximale g-kracht | Afbeelding |
| ---------------- | ------------------------- | ---------- | ------------------------ | ---- | ------ | --------------- | ------ | --------- | ---------------- | ----------------- | ---------- |
| Kopermijn        | Wildemuis-achtbaan        | Maurer     | Wild Maus Classic - Left | 1996 | 15 m   | 45 km/h         | 370 m  | 1:35 min. | -                |                   |            |
| Twistrix         | Stalen draaiende achtbaan | Maurer     | Custom                   | 2001 |        |                 |        | 1:15 min. | -                |                   |            |
| Dynamite Express | Gemotoriseerde achtbaan   | MACK Rides | Custom                   | 2005 | 11 m   |                 | 262 m  | 0:57 min. | -                |                   |            |
| Formule X        | Stalen lanceerachtbaan    | Maurer     | X-Car - Launch Coaster   | 2007 | 15 m   | 70 km/h         | 355 m  | 0:47 min. | 2                | 4,3 g             |            |

## Julianatoren
| Naam               | Type               | Fabrikant    | Model                      | Jaar | Hoogte | Maximumsnelheid | Lengte | Ritduur   | Aantal inversies | Maximale g-kracht | Afbeelding |
| ------------------ | ------------------ | ------------ | -------------------------- | ---- | ------ | --------------- | ------ | --------- | ---------------- | ----------------- | ---------- |
| Jul's Rollerskates | Stalen achtbaan    | Vekoma       | Junior Coaster Medium 207m | 1993 | 8,5 m  | 34,9 km/h       | 207 m  | 1:44 min. | -                |                   |            |
| Jul's Vlinder      | Shuttle-achtbaan   | Sunkid Heege | Butterfly Standard         | 2000 | 6,1 m  |                 |        |           | -                |                   |            |
| Texas Twister      | Draaiende achtbaan | SBF Visa     | Spinning Coaster MX608     | 2022 | 4,3    |                 | 57,9   |           | -                |                   |            |

## Kinderstad Heerlen
| Naam             | Type                     | Fabrikant          | Model                    | Jaar | Hoogte | Maximumsnelheid | Lengte | Ritduur | Aantal inversies | Maximale g-kracht |
| ---------------- | ------------------------ | ------------------ | ------------------------ | ---- | ------ | --------------- | ------ | ------- | ---------------- | ----------------- |
| Achtbaan         | Indoorachtbaan           | Preston & Barbieri | Junior Coaster 30 x 14 m | 2013 | 5 m    |                 | 220 m  |         | -                |                   |
| Spinning Coaster | Draaiende Indoorachtbaan | SBF Visa           | Spinning Coaster MX608   | 2018 | 4,3 m  |                 | 57,9 m |         | -                |                   |

## Mini Mundi
| Naam             | Type            | Fabrikant | Model                           | Jaar | Hoogte | Maximumsnelheid | Lengte | Ritduur | Aantal inversies | Maximale g-kracht | Afbeelding |
| ---------------- | --------------- | --------- | ------------------------------- | ---- | ------ | --------------- | ------ | ------- | ---------------- | ----------------- | ---------- |
| Familie achtbaan | Stalen achtbaan | Zamperla  | Family Coaster - Gravity 80 STD | 2009 | 4 m    |                 | 80 m   |         | -                |                   |            |

## Oud Valkeveen
| Naam           | Type             | Fabrikant    | Model                           | Jaar | Hoogte | Maximumsnelheid | Lengte | Ritduur | Aantal inversies | Maximale g-kracht |
| -------------- | ---------------- | ------------ | ------------------------------- | ---- | ------ | --------------- | ------ | ------- | ---------------- | ----------------- |
| Vliegende Valk | Shuttle achtbaan | Sunkid Heege | Butterfly Standard              | 2014 | 6,1m   |                 |        |         | -                |                   |
| Drakenbaan     | Stalen achtbaan  | Zamperla     | Family Coaster - Gravity 80 STD |      | 4,5 m  |                 | 88 m   |         | -                |                   |

## Park Tivoli
| Naam     | Type            | Fabrikant | Model         | Jaar | Hoogte | Maximumsnelheid | Lengte | Ritduur   | Aantal inversies | Maximale g-kracht |
| -------- | --------------- | --------- | ------------- | ---- | ------ | --------------- | ------ | --------- | ---------------- | ----------------- |
| Achtbaan | Stalen achtbaan | Zierer    | Tivoli Medium | 1980 | 6 m    | 32 km/h         | 199 m  | 1:36 min. | -                |                   |

## Plopsa Indoor Coevorden
| Naam       | Type           | Fabrikant | Model     | Jaar | Hoogte | Maximumsnelheid | Lengte | Ritduur | Aantal inversies | Maximale g-kracht |
| ---------- | -------------- | --------- | --------- | ---- | ------ | --------------- | ------ | ------- | ---------------- | ----------------- |
| Wickiebaan | Indoorachtbaan | Zierer    | Force Two | 2010 | 9 m    | 39 km/h         | 222 m  |         | -                |                   |

## Speelpark Hoge Boekel
| Naam      | Type             | Fabrikant    | Model              | Jaar | Hoogte | Maximumsnelheid | Lengte | Ritduur | Aantal inversies | Maximale g-kracht |
| --------- | ---------------- | ------------ | ------------------ | ---- | ------ | --------------- | ------ | ------- | ---------------- | ----------------- |
| Butterfly | Shuttle-achtbaan | Sunkid Heege | Butterfly Standard | 1993 | 6,1 m  |                 |        |         | -                |                   |

## Sybrandy's Speelpark
| Naam        | Type             | Fabrikant    | Model              | Jaar | Hoogte | Maximumsnelheid | Lengte | Ritduur | Aantal inversies | Maximale g-kracht |
| ----------- | ---------------- | ------------ | ------------------ | ---- | ------ | --------------- | ------ | ------- | ---------------- | ----------------- |
| Vlinderbaan | Shuttle-achtbaan | Sunkid Heege | Butterfly Standard | 1992 | 6,1 m  |                 | 21 m   | ~1 min. | -                |                   |

## Attractiepark Toverland
| Naam                | Type                                       | Fabrikant                    | Model                    | Jaar | Hoogte | Maximumsnelheid | Lengte | Ritduur   | Aantal inversies | Maximale g-kracht | Afbeelding |
| ------------------- | ------------------------------------------ | ---------------------------- | ------------------------ | ---- | ------ | --------------- | ------ | --------- | ---------------- | ----------------- | ---------- |
| Toos-Express        | Stalen achtbaan                            | Vekoma                       | Junior Coaster - Custom  | 2001 | 12 m   | 60 km/h         | 320 m  | 0:52 min. | -                |                   |            |
| Booster Bike        | Stalen lanceerachtbaan, motorfietsachtbaan | Vekoma Huisman-Itrec         | 600m Motorbike Coaster   | 2004 | 15 m   | 75 km/h         | 600 m  | 1:08 min. | -                | 2,5 g             |            |
| Troy                | Houten achtbaan                            | Great Coasters International | Custom                   | 2007 | 35 m   | 90 km/h         | 1077 m | 1:50 min. | -                | 2,4 g             |            |
| Dwervelwind         | Draaiende achtbaan                         | MACK Rides                   | Spinning Coaster - Twist | 2012 | 21 m   | 70 km/h         | 462 m  | 1:52 min. | -                |                   |            |
| Fēnix               | Stalen Wing Coaster                        | Bolliger & Mabillard         | Wing Coaster - Custom    | 2018 | 40 m   | 95 km/h         | 813 m  | 1:45 min. | 3                | 5 g               |            |
| Maximus' Blitz Bahn | Bobkart                                    | Wiegand                      |                          | 2015 |        | 45 km/h         | 512    |           | -                | -                 |            |

## De Waarbeek
| Naam             | Type            | Fabrikant                     | Model                               | Jaar | Hoogte | Maximumsnelheid | Lengte | Ritduur   | Aantal inversies | Maximale g-kracht |
| ---------------- | --------------- | ----------------------------- | ----------------------------------- | ---- | ------ | --------------- | ------ | --------- | ---------------- | ----------------- |
| Rodelbaan        | Stalen achtbaan | De Waarbeek - Zelfbouw        | Custom                              | 1930 | 4 m    |                 |        | 1:30 min. | -                |                   |
| Rupsje Mae       | Stalen achtbaan | Güven Amusement Rides Factory | Brucomela vgl. Big Apple/Wacky Worm | 2022 |        |                 |        |           | -                |                   |
| Raptor Adventure | Stalen achtbaan | SBF Visa                      | Mine Train Coaster MX601            | 2023 |        |                 |        |           | -                |                   |

## Walibi Holland
| Naam                | Type                | Fabrikant                   | Model                                    | Jaar | Hoogte | Maximumsnelheid | Lengte | Ritduur   | Aantal inversies                                | Maximale g-kracht | Afbeelding |
| ------------------- | ------------------- | --------------------------- | ---------------------------------------- | ---- | ------ | --------------- | ------ | --------- | ----------------------------------------------- | ----------------- | ---------- |
| Drako               | Stalen achtbaan     | Zierer                      | Tivoli Medium                            | 1992 | 6 m    | 35 km/h         | 199 m  | 1:30 min. | -                                               |                   |            |
| Condor              | Omgekeerde achtbaan | Vekoma                      | Suspended Looping Coaster 662m prototype | 1994 | 31 m   | 80 km/h         | 662 m  | 2:02 min. | 5                                               | 4,5 g             |            |
| Speed of Sound      | Stalen achtbaan     | Vekoma                      | Boomerang                                | 2000 | 35,5 m | 75,6 km/h       | 285 m  | 1:48 min. | 3 (worden twee keer doorlopen, dus effectief 6) | 5.2 g             |            |
| Xpress: Platform 13 | Stalen achtbaan     | Vekoma                      | LSM Coaster 996m                         | 2000 | 25,8 m | 90 km/h         | 996 m  | 1:40 min. | 3                                               | 5 g               |            |
| Goliath             | Stalen achtbaan     | Intamin                     | Mega Coaster -Custom                     | 2002 | 46,8 m | 106 km/h        | 1214 m | 1:32 min. | -                                               | 3.8 g             |            |
| Lost Gravity        | Stalen achtbaan     | MACK Rides                  | BigDipper - Custom                       | 2016 | 32 m   | 87 km/h         | 680 m  | 2:13 min. | 2                                               | 4,3 g             |            |
| Untamed             | Hybride achtbaan    | Rocky Mountain Construction | Ibox - Custom                            | 2019 | 36,5 m | 92 km/h         | 1085 m | 1:46 min. | 5                                               | 3,75 g            |            |
| Eat my Dust         | Stalen achtbaan     | Zamperla                    | Junior Coaster J2SK 200m                 | 2023 | 11,8 m | 40 km/h         | 200 m  |           | -                                               |                   |            |
| YOY Chill           | Single-Rail         | Rocky Mountain Construction | Dueling Raptor                           | 2025 | 29 m   | 80 km/h         | 655 m  | 1:30 min  | -                                               | 3,5 g             |            |
| YOY Thrill          | Single-Rail         | Rocky Mountain Construction | Dueling Raptor                           | 2025 | 29 m   | 80 km/h         | 655 m  | 1:30 min  | 6                                               | 4 g               |            |

## Wereldtuinen Mondo Verde
| Naam                      | Type               | Fabrikant | Model                         | Jaar | Hoogte | Maximumsnelheid | Lengte | Ritduur   | Aantal inversies | Maximale g-kracht | Afbeelding |
| ------------------------- | ------------------ | --------- | ----------------------------- | ---- | ------ | --------------- | ------ | --------- | ---------------- | ----------------- | ---------- |
| Treno                     | Stalen achtbaan    | Zierer    | Tivoli Medium                 | 2009 | 6 m    | 32 km/h         | 199 m  | 1:36 min. | -                |                   |            |
| Havana Spinning Adventure | Draaiende achtbaan | SBF Visa  | 3 Loop Spinning Coaster MX609 | 2023 | 7 m    | 30 km/h         | 130 m  |           | -                |                   |            |

## Wildlands
| Naam      | Type                                | Fabrikant | Model                     | Jaar | Hoogte | Maximumsnelheid | Lengte   | Ritduur   | Aantal inversies | Maximale g-kracht | Afbeelding |
| --------- | ----------------------------------- | --------- | ------------------------- | ---- | ------ | --------------- | -------- | --------- | ---------------- | ----------------- | ---------- |
| Tweestryd | Stalen duellerende shuttle-achtbaan | Vekoma    | Family Boomerang - Custom | 2018 | 20 m   | 60 km/h         | 2x 218 m | 1:05 min. | -                |                   |            |

## Verwijderde/verhuisde achtbanen
| Naam                     | Type               | Park                      | Fabrikant                     | Model                               | Jaar Geopend | Jaar Gesloten/Verhuisd | Afbeelding |
| ------------------------ | ------------------ | ------------------------- | ----------------------------- | ----------------------------------- | ------------ | ---------------------- | ---------- |
| City Jet                 | Stalen achtbaan    | Flevohof                  | Schwarzkopf                   | City Jet                            | 1975         | 1978?                  |            |
| Black Hole               | Stalen achtbaan    | Avonturenpark Hellendoorn | Schwarzkopf                   | Jet Star I                          | 1986         | 1990                   |            |
| Rioolrat (1)             | Stalen achtbaan    | Avonturenpark Hellendoorn | Zierer                        | Flitzer                             | 1991         | 1995                   |            |
| Jet Star                 | Stalen achtbaan    | Familiepark Drievliet     | Schwarzkopf                   | City Jet                            | 1970s        | 1995                   |            |
| Keverbaan                | Stalen achtbaan    | Ponypark Slagharen        | Zierer                        | Tivoli Large                        | 1976         | 2000                   |            |
| Batflyer                 | Hangende achtbaan  | Duinrell                  | Caripro                       | Batflyer                            | 1997         | 2002                   |            |
| Wilde Maus               | Wildemuis-achtbaan | Attractiepark Toverland   | MACK Rides                    | Wilde Maus                          | 2004         | 2004                   |            |
| Avonturenslang           | Stalen achtbaan    | Avonturenpark Hellendoorn | Zierer                        | Tivoli Medium                       | 1978         | 2004                   |            |
| Xtreme                   | Draaiende achtbaan | Familiepark Drievliet     | Maurer                        | SC2000                              | 2004         | 2006                   |            |
| Pegasus                  | Houten achtbaan    | Efteling                  | Dinn Corporation              | Custom                              | 1991         | 2009                   |            |
| Flying Dutchman Goldmine | Wildemuis-achtbaan | Walibi Holland            | MACK Rides                    | Wilde Maus                          | 2000         | 2010                   |            |
| Achtbaan/ Zeeslang       | Stalen achtbaan    | DippieDoe                 | Zierer                        | Tivoli Medium                       | 2005         | 2013                   |            |
| Thunder Loop             | Stalen achtbaan    | Attractiepark Slagharen   | Schwarzkopf                   | Looping Star                        | 1979         | 2016                   |            |
| Robin Hood               | Houten achtbaan    | Walibi Holland            | Vekoma                        | Custom (out and back)               | 2000         | 2018                   |            |
| Bob                      | Bobslee-achtbaan   | Efteling                  | Intamin                       | Swiss Bob - Custom                  | 1985         | 2019                   |            |
| Krummel                  | Stalen achtbaan    | De Valkenier              | Güven Amusement Rides Factory | Brucomela vgl. Big Apple/Wacky Worm | 2019         | 2021                   |            |
| Green Snake              | Stalen achtbaan    | De Valkenier              | Zierer                        | Tivoli Large                        | 1981         | 2021                   |            |
| Vliegende Schatkist      | Shuttle achtbaan   | De Valkenier              | Sunkid Heege                  | Butterfly II SB                     | 2017         | 2021                   |            |